# 마세루구

마세루 구

마세루구(Maseru)는 레소토의 구로, 행정 중심지는 마세루(레소토의 수도이기도 함)이며 면적은 4,279km2, 인구는 429,823명(2006년 기준)이다. 서쪽으로는 남아프리카 공화국 프리스테이트 주와 인접해 있고 북쪽으로는 베레아 구, 동쪽으로는 타바체카 구와 인접해 있으며 남쪽으로는 모할레스후크 구, 남서쪽으로는 마페텡 구와 인접해 있다.

마세루구(Maseru)는 레소토에서 면적이 가장 크면서 인구가 가장 많은 주이기도 하다.
다시 가기: 레소토의 행정 구역